# Сямозерское общество
Сямозе́рское общество — сельское общество, входившее в состав Сямозерской волости Петрозаводского уезда Олонецкой губернии.

## Общие сведения
Согласно «Списку населённых мест Олонецкой губернии по сведениям за 1905 год» общество состояло из следующих населённых пунктов:
Волостное правление располагалось в селении Сямозерский погост.
| № | Населённый пункт   | Расстояние до волостного правления в верстах | Количество семей | Всего жителей |
| - | ------------------ | -------------------------------------------- | ---------------- | ------------- |
| 1 | Сямозерский погост | 0                                            | 63               | 338           |
| 2 | Кяргала            | 1                                            | 12               | 52            |
| 3 | Ахпойла            | 2                                            | 7                | 42            |
| 4 | Чура лахта         | 4                                            | 14               | 74            |
| 5 | Шап-Наволок        | 6                                            | 14               | 81            |
| 6 | Тюккуевская        | 5                                            | 2                | 15            |
| 7 | Маркелицы          | 25                                           | 6                | 31            |
| 8 | Кракули            | 5                                            | 2                | 13            |
| 9 | Алекка             | 4                                            | 12               | 54            |

В настоящее время территория общества относится в основном к Пряжинскому району Республики Карелия.